# Go Racing!
『Go Racing!』（ゴー・レーシング）は、2018年1月から、グリーンチャンネルで放送されている日本国外で行われる競馬について紹介する情報番組。2024年10月に『Trailer 海外馬券展望番組』（トレーラー かいがいばけんてんぼうばんぐみ）に改題された。
本稿では、その姉妹編として2019年1月から放送されている『ALL IN LINE〜世界の競馬〜』（オール・イン・ライン せかいのけいば）も触れる。

## 概要
2016年10月より、インターネット投票（2018年10月からはJRA-UMACAによる競馬場・ウィンズでの購入も解禁）により、日本国外で行われる主要な重賞競走の馬券購入（海外馬券発売）が行われるようになった。
これらの番組では、JRAインターネット投票・JRA-UMACAにより日本で購入が可能な海外馬券対象の重賞競走について、展望は主に『Go Racing!』側、振り返りは『ALL IN LINE』側で取り上げることにし、その他、メインキャスターである合田直弘の豊富な人脈やコネクションを生かし、世界各地の競馬にまつわる様々なトピックスや、日本での発売対象にならなかった重賞競走における日本馬の活躍などを適宜生中継（主に後者）などで紹介する企画もある。『ALL IN LINE』開始前は『水曜馬スペ!』で放送されていた「ワールドフラットレビュー」（1年間の海外競馬総集編）が、12月に前後編（回によってヨーロッパ編、北米編に分けている）に分けて放送されるようになった。
なお、グリーンチャンネルでは、これらの番組とは別枠で国際GIの主たる競走（例：ドバイワールドカップを含むドバイワールドカップミーティング、凱旋門賞、ブリーダーズカップ、メルボルンカップ、香港国際競走など）で日本馬が出走する場合には、特別番組として実況中継が行われる（香港国際競走は、例年中央競馬との同時進行であるため、時間的に重複する香港ヴァーズ、香港スプリントは、『中央競馬全レース中継』のチャンネルを使って生放送、またはディレー放送される）。
日本国外で行われる競馬を題材にした番組は、過去に『海外競馬ジャーナル』というものがあったが、2014年に『地・中・海ケイバモード』に一度統合され、その中で放送されていた。

## 放送日時
- 両番組とも不定期・1時間枠。
- 初回の放送に限り無料放送（ノンスクランブル。ただし一部のケーブルテレビ局、ひかりTV、auひかりについては初回も有料放送=スクランブル）

## 司会

### Go Racing!→Trailer 海外馬券展望番組
- 合田直弘（海外競馬解説者）
- 舩山陽司（フリーアナウンサー）
- 田中歩（競馬ライター・フリーアナウンサー）

### ALL IN LINE〜世界の競馬〜
- 合田直弘
- 山田さつき（フリーアナウンサー）
- 舩山陽司 - レース実況を担当

### その他
別枠の特別中継で行う場合、概ね『中央競馬中継』を担当するキャスター（大澤幹朗、坂田博昭ら）がスタジオを仕切り、現地（スケジュールの関係で別室出演となる場合あり）に合田や、サラブレッドインフォメーションシステム職員（奥野庸介、秋山響ら）がレース解説要員として待機する。なお、実況は大半はラジオNIKKEIでも同時にオフチューブ（遠隔）形式の実況が行われ、これらがJRA各競馬場・ウインズなどの公式映像として使用されることから、『中央競馬中継』と同じようにラジオ・テレビ同じ内容をそのまま放送することが多い。